# كأس النمسا 2002–03
كأس النمسا 2002–03 (بالألمانية: Österreichischer Fußball-Cup 2002/03)‏ هو موسم من كأس النمسا. أشرف على تنظيمه اتحاد النمسا لكرة القدم، وفاز فيه أوستريا فيينا.